# Dysdera ravida
Dysdera ravida är en spindelart som beskrevs av Simon 1909. Dysdera ravida ingår i släktet Dysdera och familjen ringögonspindlar.
Artens utbredningsområde är Marocko. Inga underarter finns listade i Catalogue of Life.